# 横浜マリンタワー
横浜マリンタワー（よこはまマリンタワー）は、神奈川県横浜市中区山下町にある、横浜開港100周年記念事業として建設されたタワー。横浜のシンボルの一つとなっている。
旧横浜居留地（山下居留地）の東南、横浜港フランス波止場跡（山下公園中央部）とフランス橋の間に位置する。かつては灯台としても機能していた。また、全日本タワー協議会に加盟している。2010年4月1日に恋人の聖地に認定された。
1961年1月15日開館。開場記念として田代京子のEP盤『マリン・タワーで逢いましょう/哀愁のヨコハマ・ボレロ』が1960年にテイチクから発売された。
2006年12月に営業を一旦終了し改装工事が実施され、2009年5月23日に一度目のリニューアルオープン。さらに2019年4月より休業して再び改装工事が実施され、2022年9月1日に二度目のリニューアルオープンを迎えた（詳細は後述）。

## 全体概要
高さ106メートル。12,000トン。灯台を意識したデザインとなっており、実際に頭頂部には灯台としての機能も併せ持っていた。ギネスブックにも最も高い灯台として記録されていたが、実際に近隣を航行する船舶に対し灯台としての重要度はあまり高くなかった。改修工事の必要もあり、灯台の機能は2008年7月28日未明をもって休止し、9月1日に廃止された。
塔体の外面は10角形で、展望台は20角形となる。塔体の塗色は、当初は赤と白の縞模様（7等分）だったが、開港130周年（記念事業は横浜博覧会）の1989年に下から上へ向けて白から赤へ変化していくグラデーションに変更され、開港150周年（記念事業は開国博Y150）の2009年に外側がシルバー、内側がブラウンオリーブに変更されている。
創業時には「横浜展望塔株式会社」の運営で鳴り物入りで開業し、ピーク時には年間入場者数105万人と多くの観光客を集めた。しかし、その後集客力が減少していき、2005年には年間27万人にまで減少、そのため、2006年10月13日、運営を引き継いでいた「氷川丸マリンタワー株式会社」は入場者減に伴う経営悪化を理由に、隣接する氷川丸とマリンタワーの営業を12月25日に終了した。マリンタワーは横浜市に、氷川丸は日本郵船に譲渡された。
2006年末にいったん営業を終了したマリンタワーは、「マリンタワー再生事業」に基づき、横浜市が改修し、公募された事業者（リスト、ゼットン、横浜エフエム放送など）が借り上げる形で外観のリニューアルや屋内の改装などが行われ、2009年5月23日にリニューアルオープンした。
2011年1月15日には開業50周年を迎えた。
その後、2019年3月31日をもって全館を一時休館し、翌4月1日より2022年3月31日（3年間）の予定で再度改修工事（塔体の再塗装やライティングデザインの一新、空調・エレベーターの修繕、設備更新など）を行い、同年夏の営業再開を予定していた（事業者は引き続きリストなど）。しかし、内装工事が長引いたため再開時期がずれ込み、同年9月1日にリニューアルオープンとなった。
外観

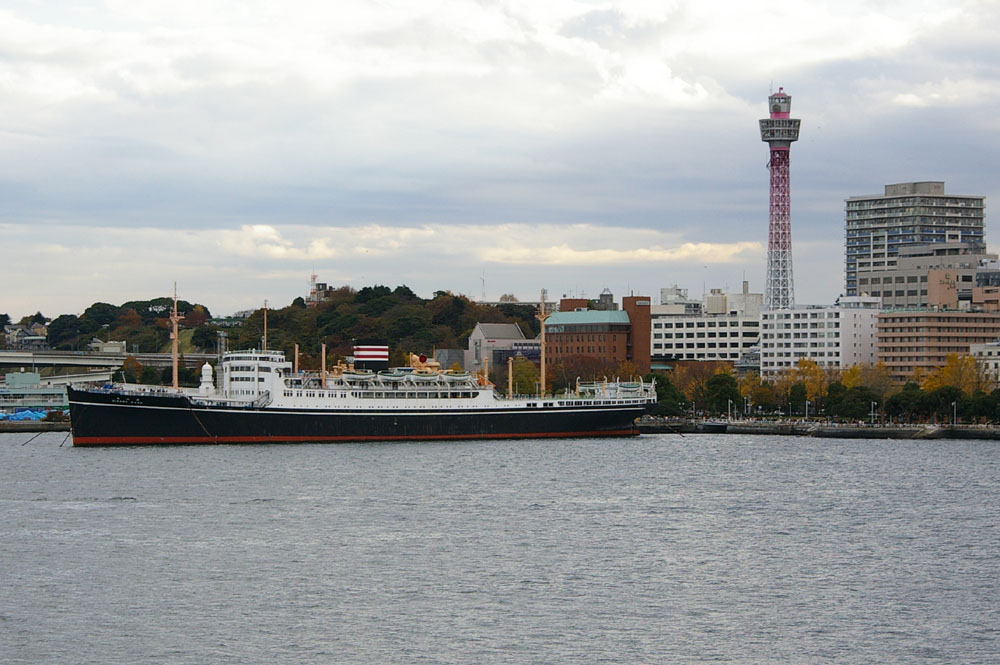
2009年の改修以前のマリンタワーと氷川丸（2006年12月）
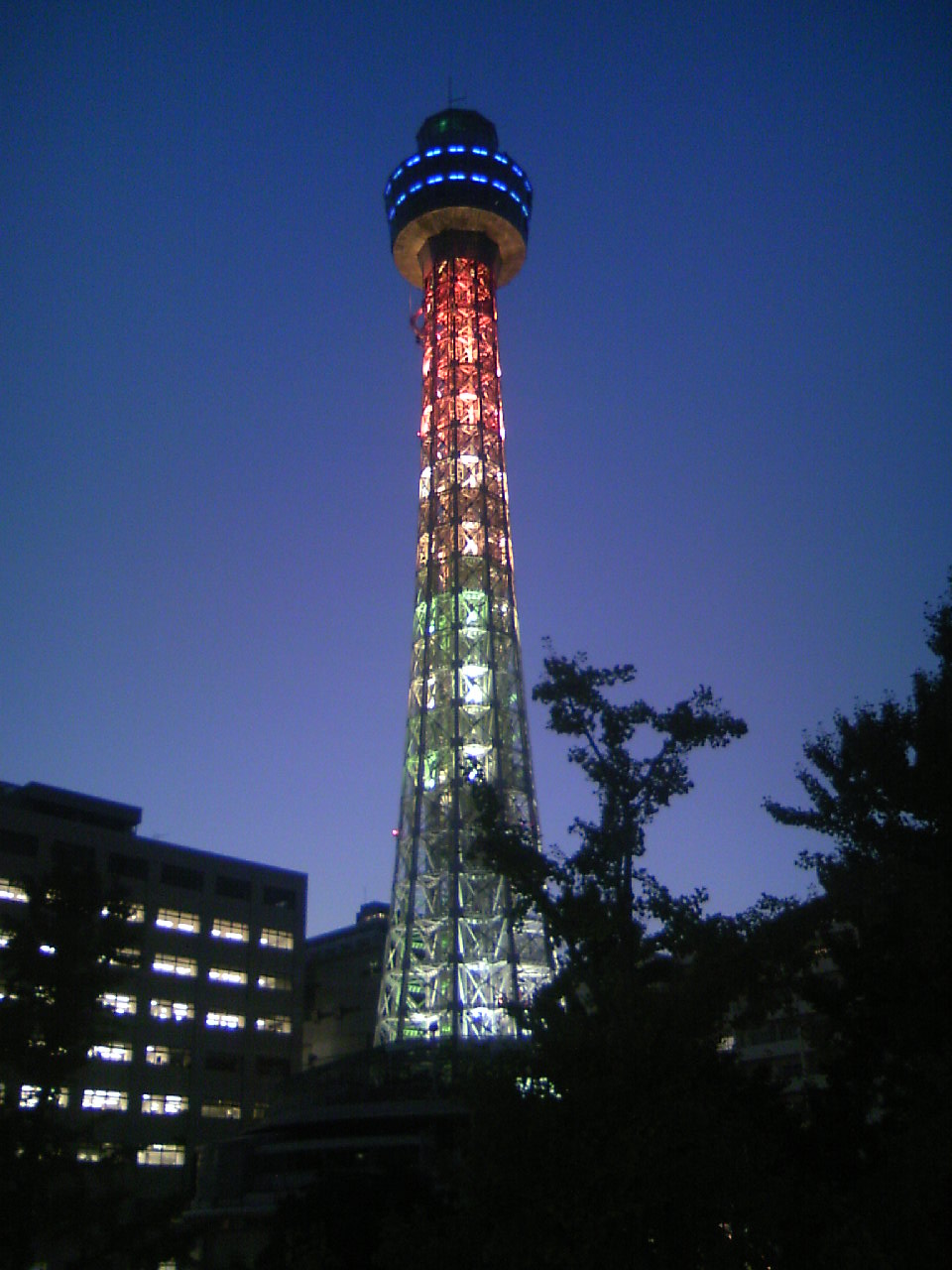
同じく改修以前のライトアップ、一時営業終了後（2007年11月）
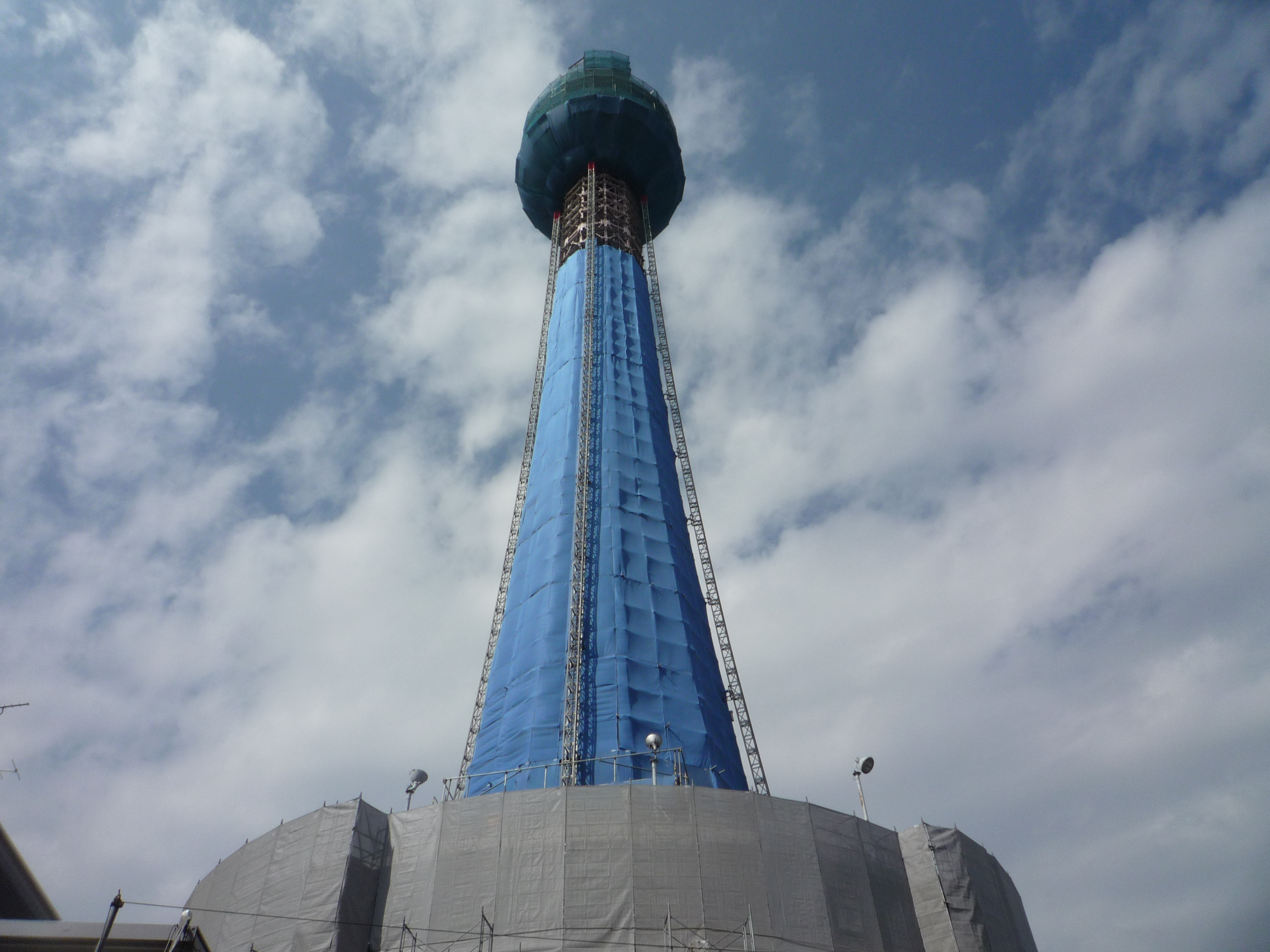
改修工事中のマリンタワー （2008年10月）
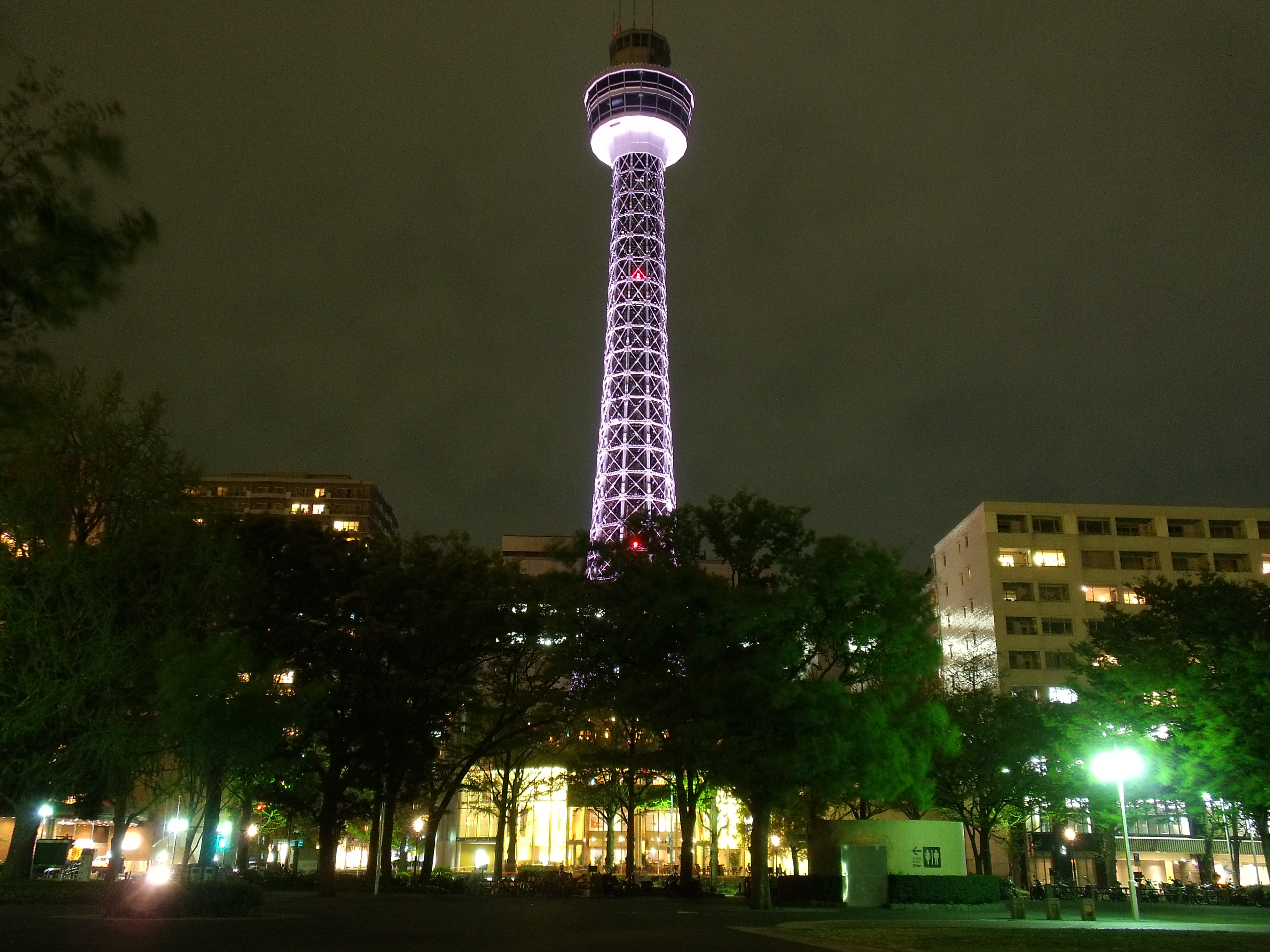
2009年の改修後、ライトアップを山下公園から望む（2011年4月）
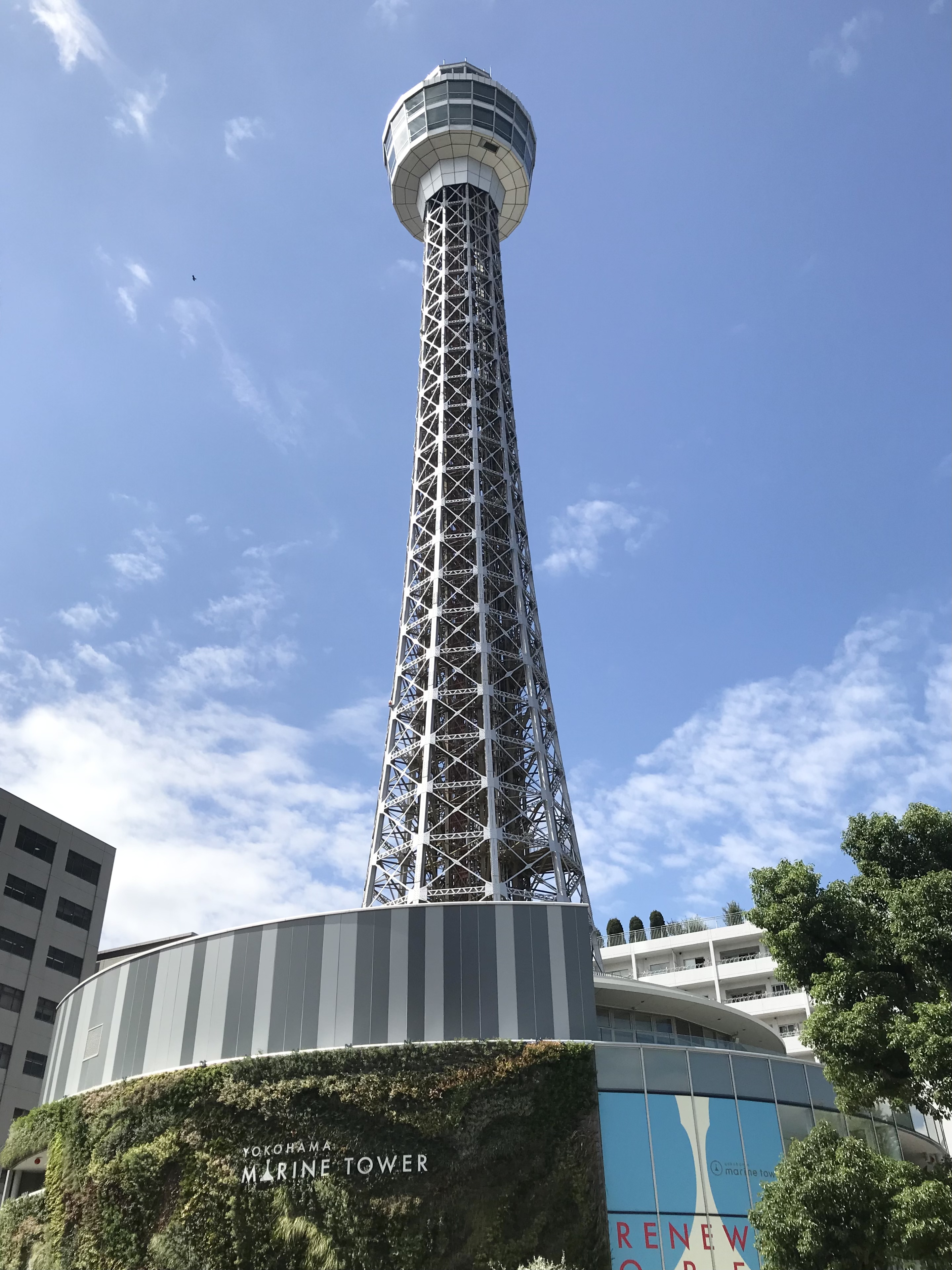
2022年の改修後、低層部は壁面緑化（2022年9月）
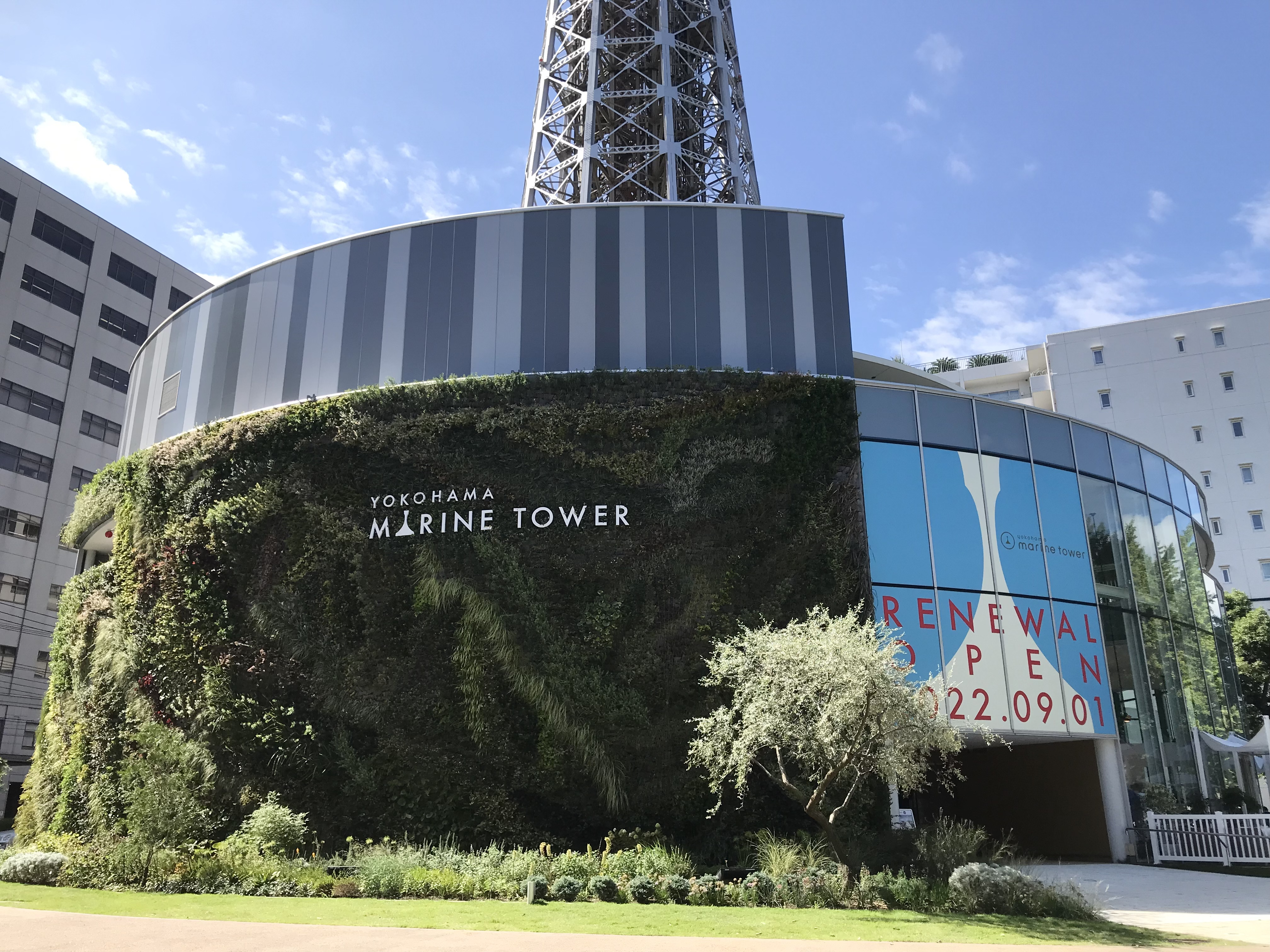
同じく低層部の壁面緑化部分 （2022年9月）
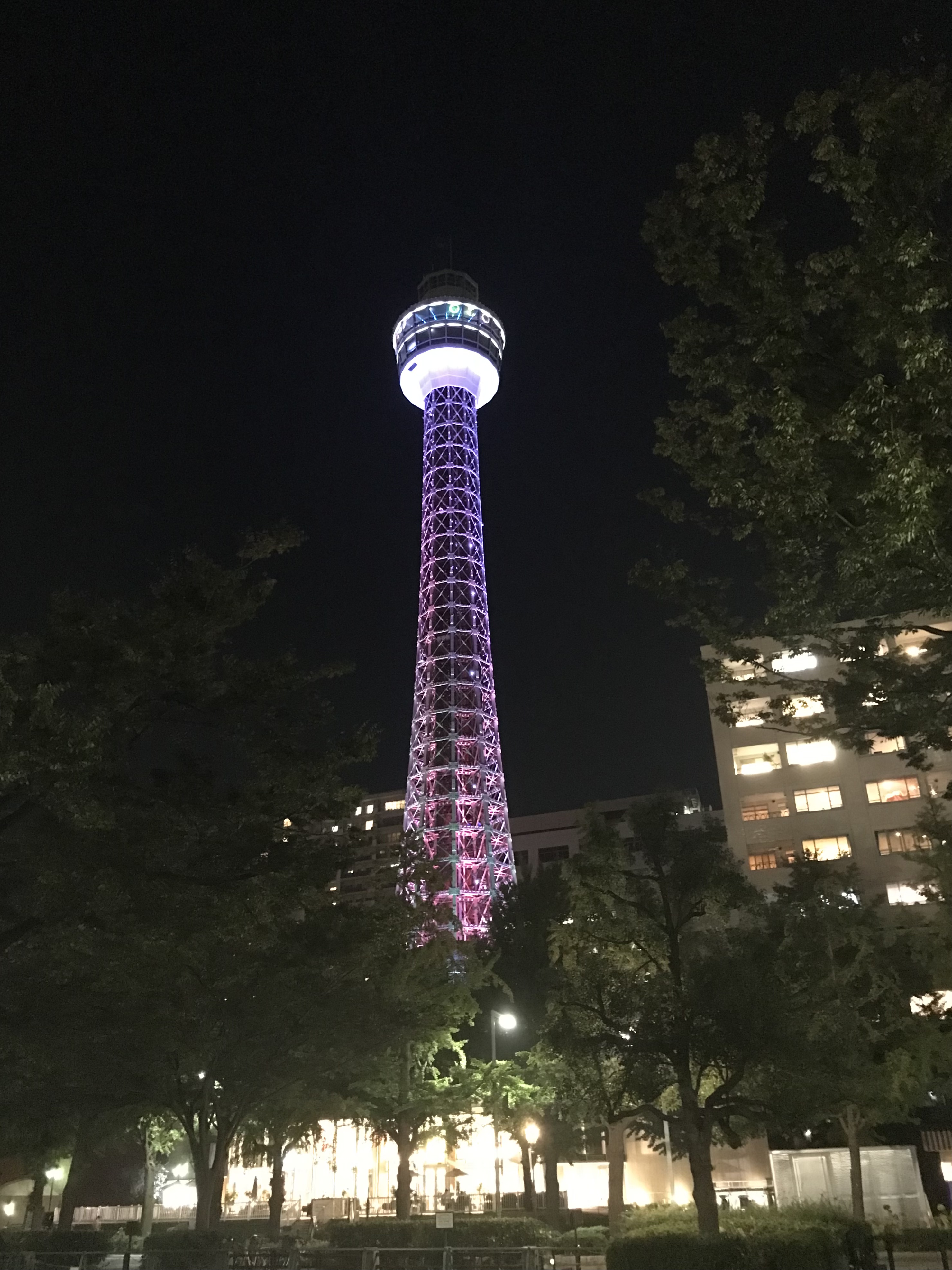
2022年の改修後のライトアップ（2022年9月）
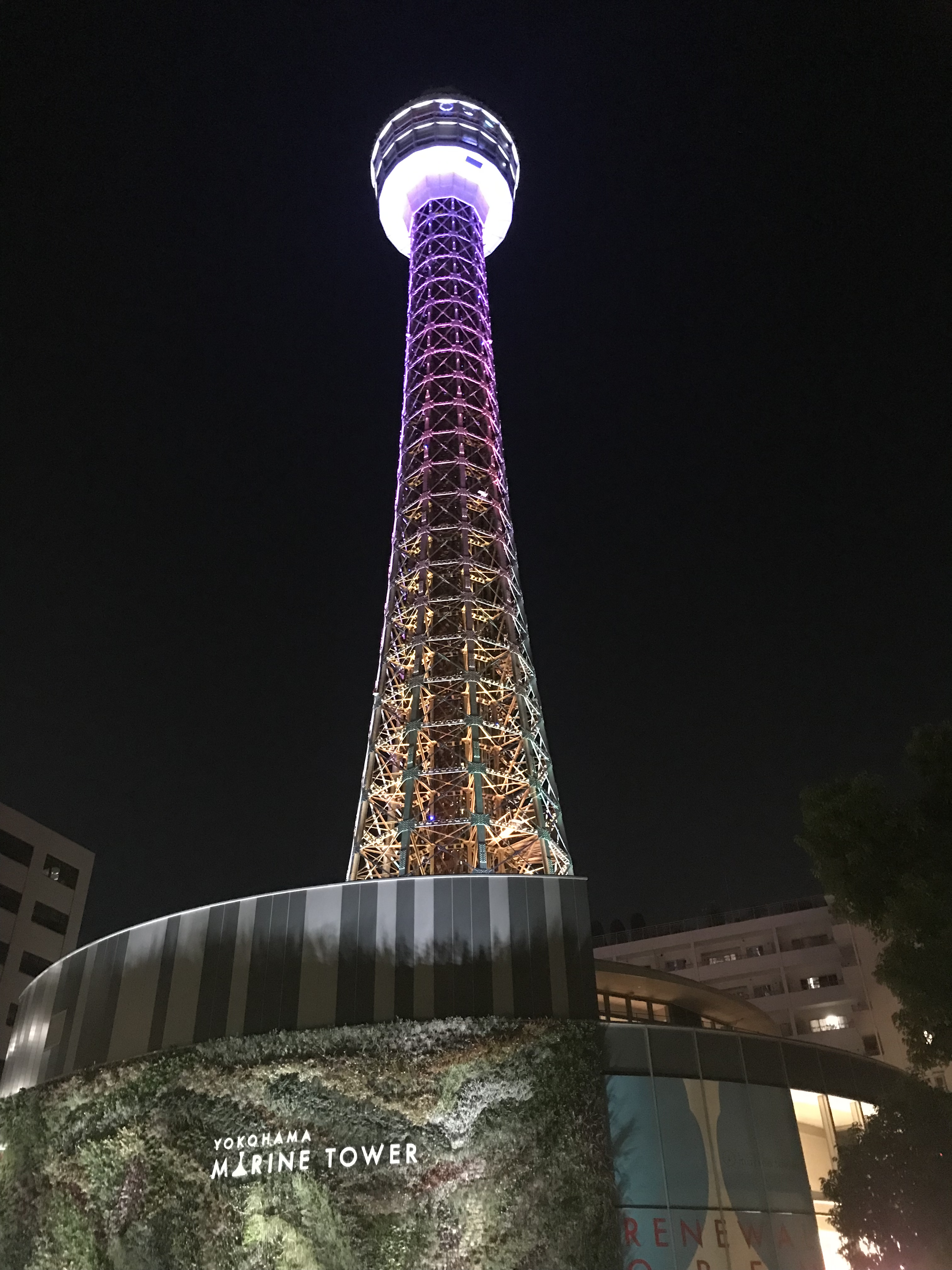
同じくライトアップと壁面緑化部分（2022年9月）

灯台室

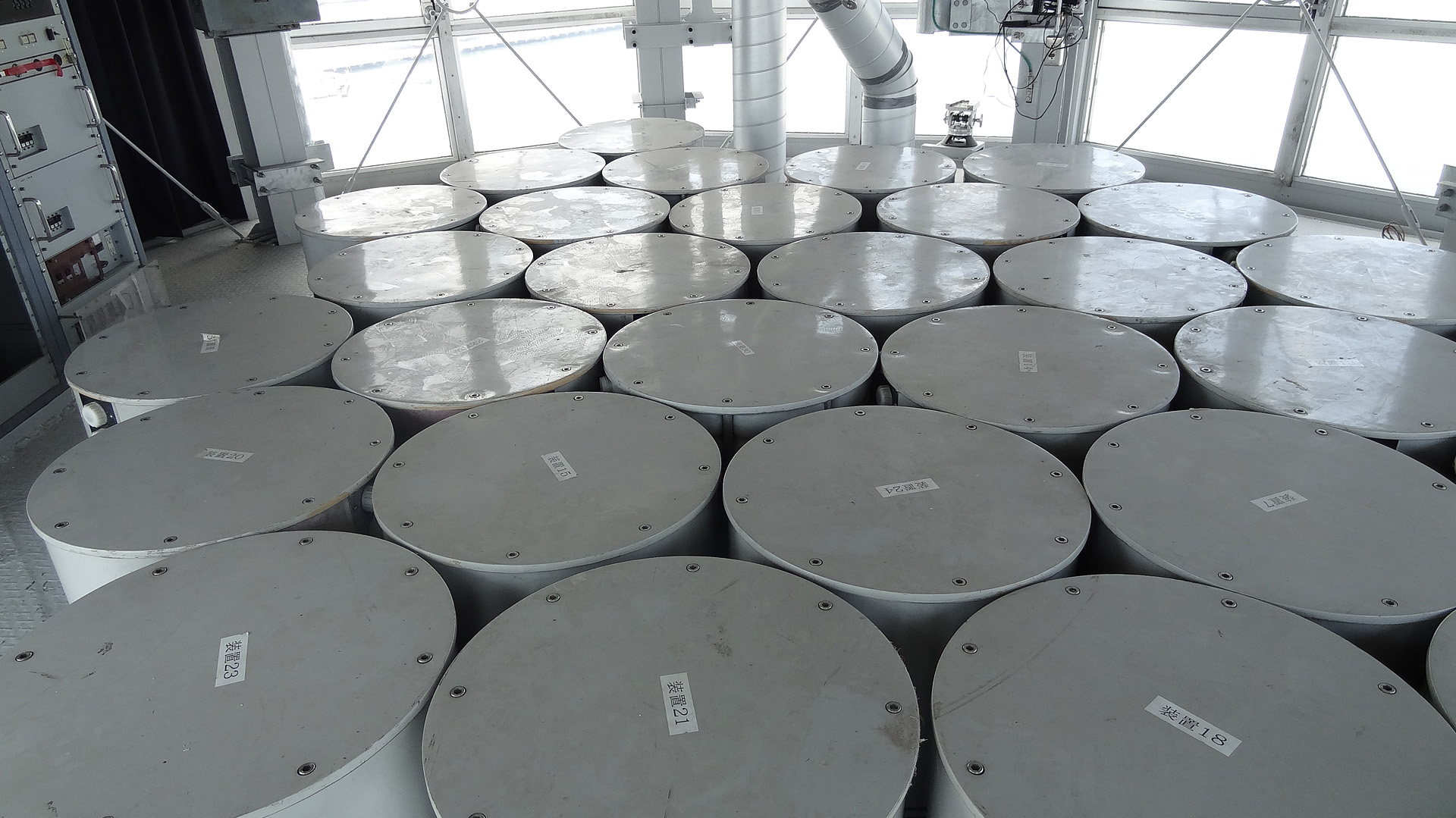
地上103メートルの灯台室に設置されているスーパースロッシングダンパー（制振装置=タワーの揺れを吸収する）（2013年4月）
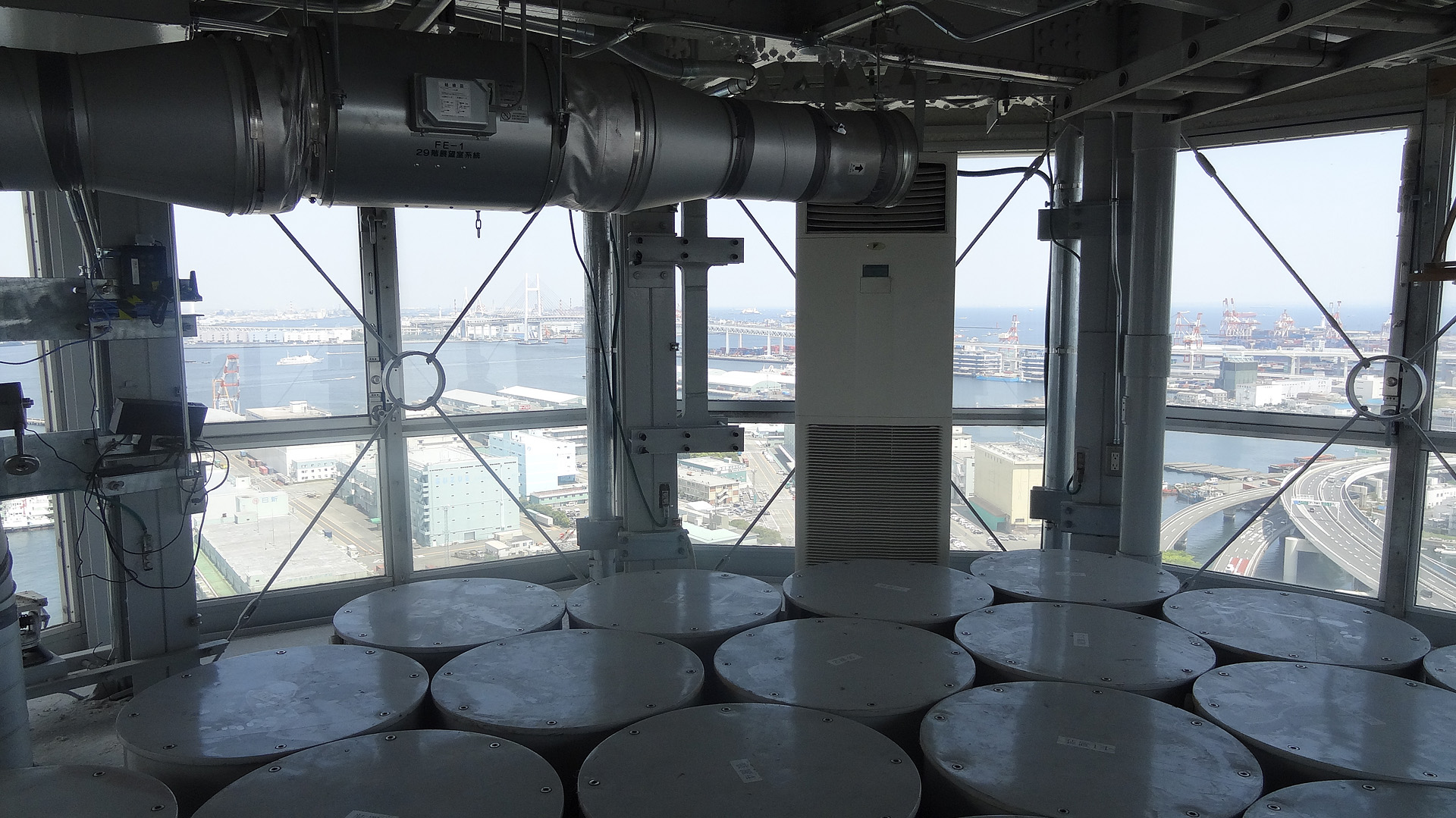
地上103メートルの灯台室に設置されているスーパースロッシングダンパーと窓の景色（2013年4月）

## 施設概要

### 展望フロア
2層の展望フロア（29階および30階、94メートル）からは横浜港を一望でき、みなとみらい21地区や横浜ベイブリッジのほか、本牧埠頭などの工場夜景も楽しめる。
また展望フロアの30階は2022年のリニューアルオープンを機に、夜景と共に映像作品などを楽しむことができるメディアアートギャラリー（企画イベントなども開催）としてリニューアルされた。
入場料金
- 一般（高校生以上） - 平日は1,000円、土日祝は1,200円
- 小学生・中学生 - 平日は500円、土日祝は600円
- 未就学児 - 無料

※特定日（GW・お盆休み等）や企画営業日（初日の出・花火大会等）は料金が異なる。
※18時以降は特別営業（ナイトチケット）となるため、追加料金が必要（季節やイベント等により変動あり）。
※WEBチケット（オンライン事前購入）割引あり。
※入場料金の詳細や団体・その他割引については、公式サイトの料金・営業時間を参照。
営業時間
- 10時 - 22時（最終受付は21時30分）

（※上記の入場料金・営業時間は2022年11月16日時点の情報、詳細はの料金・営業時間を参照）

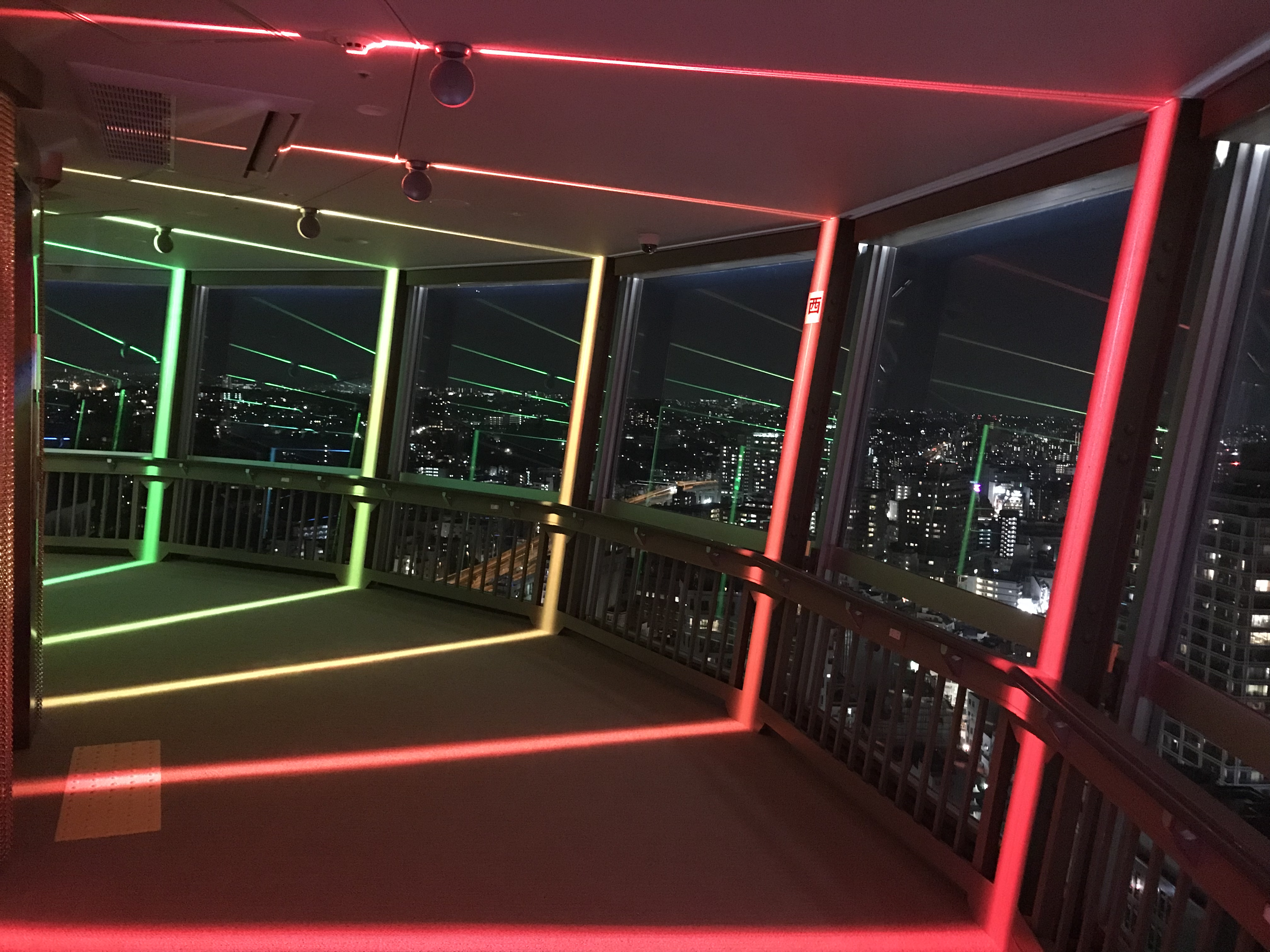
30階展望フロア、2022年のリニューアル後（2022年9月）
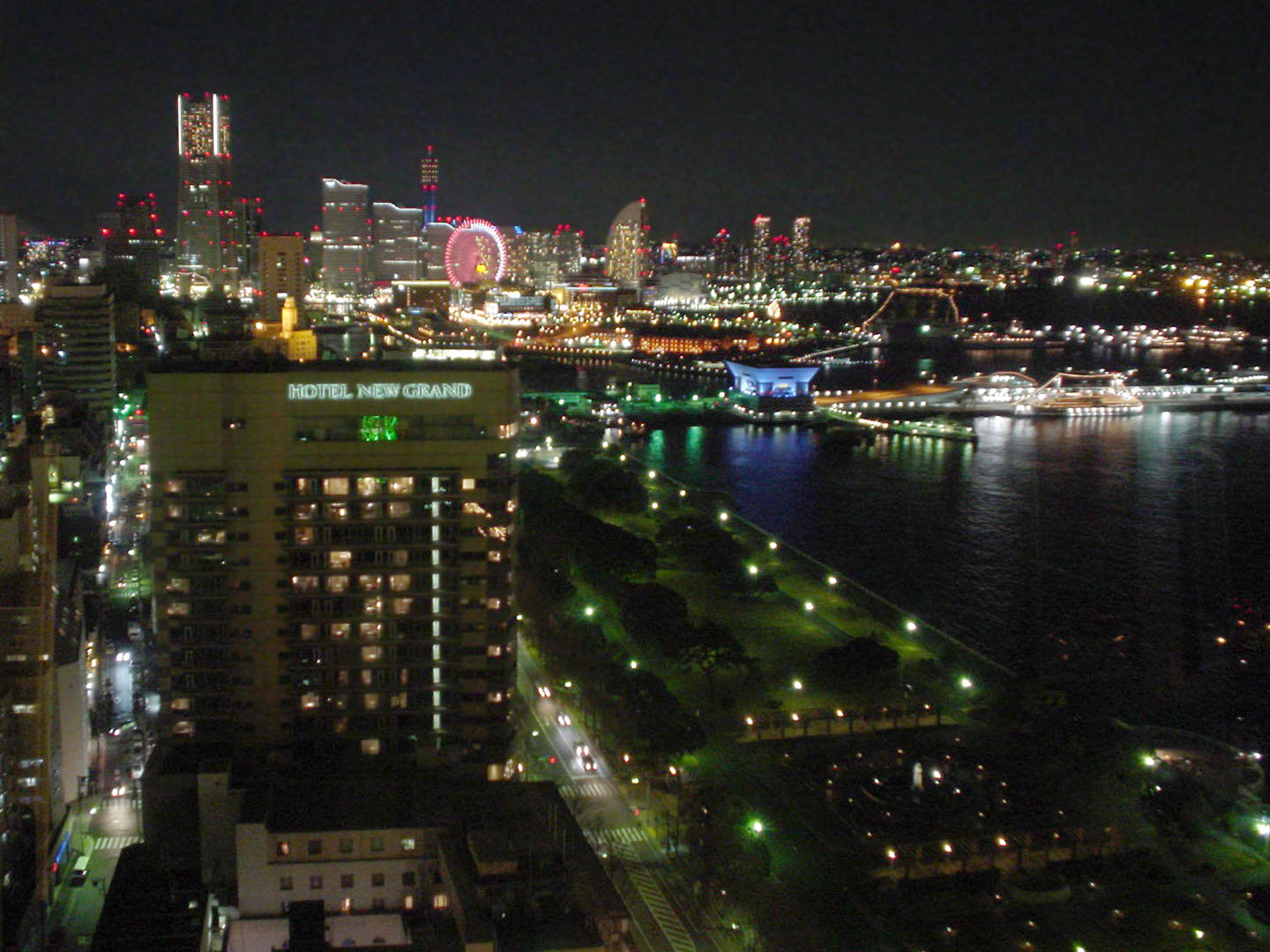
展望フロアからの夜景 （2005年12月）
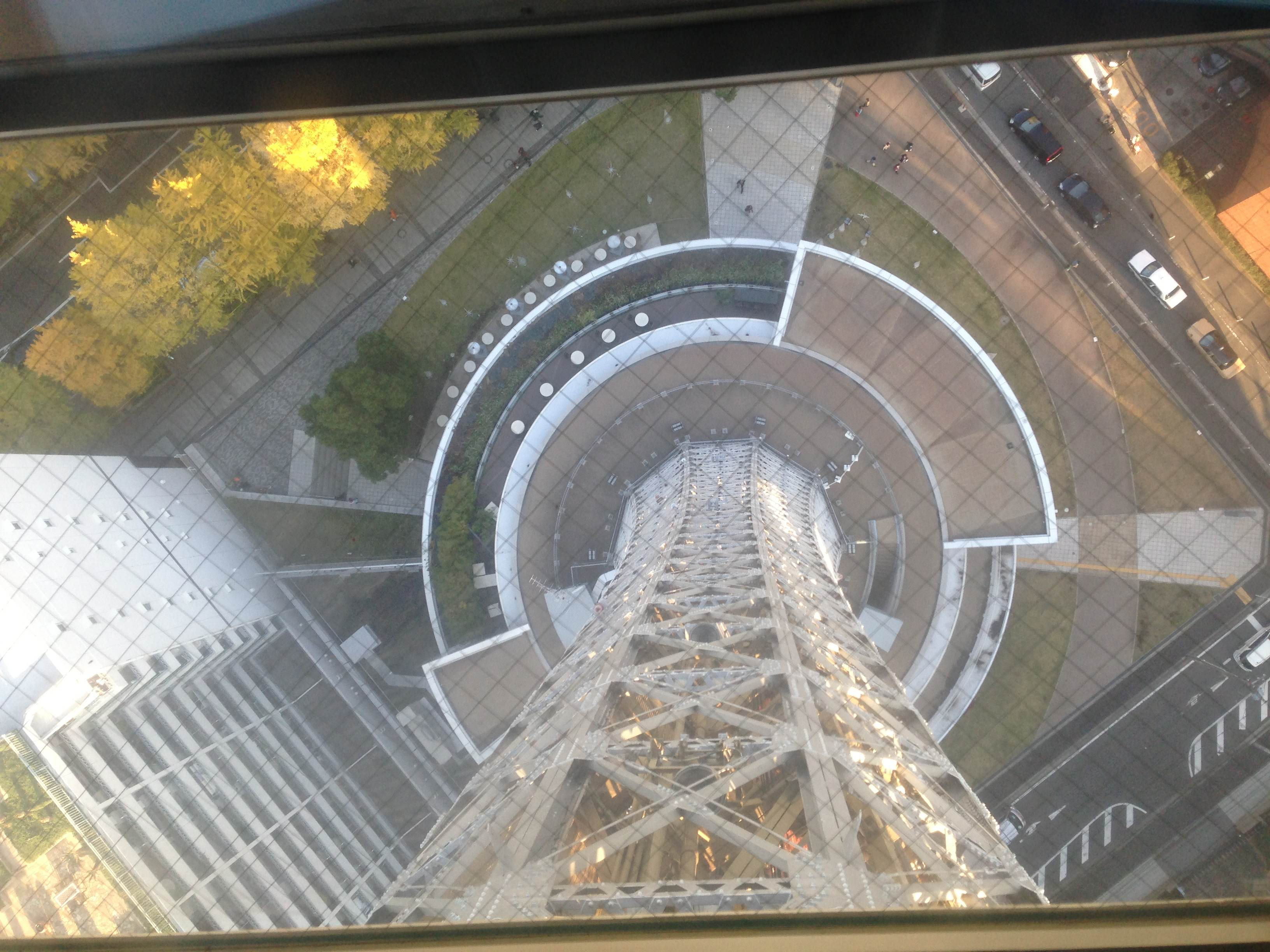
展望フロアの床ガラスより （2013年11月）

### 低層部施設
2022年のリニューアルオープン以降の低層部施設を以下に記す。
1階
- カフェ「Eggs 'n Things 横浜マリンタワー店」[16]
- バー「Bar Noble MARINE TOWER」[17]

2階
- マリンタワーショップ
- ラウンジスペース（観光情報・書籍・アート作品など）

3階
- ブライダル「THE HOUSE yokohama marine tower Wedding」[18]

4階
- レストラン「THE TERRACE yokohama marine tower」（イタリアン）[19]

## 環境への取り組み
「横濱油田」と称して、2010年4月から、平日10時 - 18時に食用油の回収を行っている（2014年5月30日終了）。
またエコキャップ推進協会との共同プロジェクトとして、横浜の子どもたちと市民の力を結集し、50トンのエコキャップを集めようと様々なイベントを通して呼びかけていく年間プロジェクト「開業50周年に50トンの感謝を。25000人分のワクチンを贈ろう」を2011年に行った。プロジェクト終了後もエコキャップ回収ボックスは設置されている。

## イベント・ライブ

### 階段登りイベント
マリンタワーの展望フロアまで普段はエレベーターで上がるが、335段ある同フロアまでの階段を登るイベント（階段 de GO! GO!）が開催されている。なお、予約等の必要はなく展望フロアの入場料金のみでイベントに参加できるが、指定日当日の天候等によって予告なしで中止となる場合もある。

### TOWER OF MUSIC
FMヨコハマの番組『YOKOHAMA MUSIC AWARD』により2009年10月にスタートした、マリンタワーで行われる月1回のフリーライブ。MCはSaku。

## 営業を終了した施設や建物

### 横浜海洋科学博物館
1988年9月30日に閉館し、横浜博覧会開催に合わせて移転。同年10月20日に横浜マリタイムミュージアム（現：横浜みなと博物館）として日本丸メモリアルパーク内にオープン。

### 世界鳥類園バードピア

バードピアのあった鳥カゴ
（閉園後、2008年3月）

1976年3月25日開園。放し飼いの鳥たちと触れ合える「はなしがいの世界鳥類園バードピア」という施設（4階・5階）。そのため、かつてタワー下の円形ビル上部は網に覆われていた。各種インコやクジャク、オオサイチョウ、フラミンゴ、カンムリヅルなどが飼育されていた。2005年11月の閉園に伴い、鳥たちは神戸花鳥園や掛川花鳥園に移された。改修後は4階までとなり、現在はレストランとなっている。

### Belle Vue
1962年1月14日に完工したタワー別館（山下公園側から見てタワーの左側）の1階にあった食堂を改装し、1977年10月1日に「ベルビュー」と命名。現存せず。
『あぶない刑事』第18話「興奮」（1987年2月1日放送）で少年課の真山薫と鈴江秀夫が訪れた（劇中では「元町のベルビュー」としている）。また、ドラマ『あきまへんで!』第1話（1998年10月9日放送）で青木すみれと岩崎勇が待ち合わせをしたシーンで使われた。

### マリンハウス

マリンハウス
（営業終了後、2008年3月）

1985年3月20日、マリンタワー構内に新築されオープン（山下公園側から見てタワーの右側）。1階にファーストキッチン、2階にはシーフードレストランのマリンカフェが入居していた。その後、1階はファミリーマート横浜マリンタワー店に、2階は味奈登庵マリンタワー店（2005年10月28日閉店）になり、もりそばの「マリンタワー盛り」（通常のもりそば同様500円）なるメニューがあった。現存せず。
マリンカフェは『あぶない刑事』「説得」（1987年1月11日放送）で真山薫が仁から計画を聞くシーンで使われている。ゆずの歌「地下街」のPVの最後にファーストキッチンが映る。

### 機械仕掛けのおもちゃ館
1989年10月25日に横浜博覧会の関連イベントとしてマリンタワー内に開設（1989年3月25日）していた「モーションディスプレイ展」（夢みる機械じかけの人形たち）を一部模様替えしオープン。プロデュースは玩具コレクターの北原照久。2006年12月に閉館。

## 灯台として
- 1961年1月14日 - 横浜展望塔燈台として新設。塗色・構造は紅白横線塗・十角やぐら形鉄造、光度は紅光40万カンデラ、緑光25万カンデラ、光達距離は25.5海里、管理者は横浜展望塔株式会社[25]。設置者は東海汽船。
- 1970年11月17日 - 管理者が氷川丸マリンタワー株式会社となる[26]。
- 1989年3月13日 - 灯台名を横浜マリンタワー灯台へ変更、塗色・構造を上部赤下部白塗・やぐら形へ変更する[27]。
- 2002年4月1日 - 光度を赤光30万カンデラ、緑光18万カンデラ、光達距離を赤光22海里、緑光21海里へ変更する[28]。
- 2007年2月1日 - 管理者が横浜市となる[29]。
- 2008年
  - 7月28日 - 灯台業務を休止する[30]。
  - 9月1日 - 灯台を廃止する[31]。

灯台の光の変化（上部の緑閃光と赤閃光、2008年3月撮影）

## マリンタワーが登場する作品
映画
- 『砂の上の植物群』（1964年8月29日公開）- 主人公・伊木一郎と女子高生・津上明子が出会う場面。画面に写るのは内部のみでタワーの外観は写らない。
- 『三大怪獣 地球最大の決戦』（1964年12月20日公開）- 劇中でキングギドラが破壊する。
- 『ゴジラvsモスラ』（1992年12月12日公開） - モスラとバトラの戦いのシーンに登場する。
- 『花とアリス』（2004年3月13日公開）- 荒井花と宮本雅志のデートシーン。

テレビドラマ
- 『スパイキャッチャーJ3』（1965年10月7日放送開始）- #23, 24「SOS 危機一髪」に登場
- 『仮面ライダー（新）』（1979年10月5日放送開始） - 第23話「怪人ムササビ兄弟と2人のライダー」にて登場。兄弟怪人のムササベーダー（兄）が横浜で爆弾人間を爆破させる「Y作戦」の実行場所としてマリンタワーを選ぶも、急遽駆けつけたV3に阻止される。
- 『あぶない刑事』（1986年10月5日放送開始）-「追跡」「説得」「興奮」など劇中に数度登場する。「追跡」では、マリンタワーの前で町田透が犯人である稲垣に銃で撃たれるシーンで登場する。
- 『Sweet Season』（1998年1月15日放送開始）- 第1話で藤谷真尋と五嶋明良が展望フロアでデートをした。
- 『あきまへんで!』（1998年10月9日放送開始）- 第1話で青木すみれと岩崎勇がベルビューで待ち合わせをした。
- 『初体験』（2002年1月8日放送開始）- テレビドラマ。主人公高梨真智がここから横浜市街および横浜湾の景色を眺めているシーンが度々ある。
- 『ぼくの魔法使い』（2003年4月19日放送開始）- 町田留美子が田町浩二と合流して街頭演説をしていた塔の下。
- 『ハマの静香は事件がお好き』（2003年4月25日放送）
- 『エースをねらえ!』（2004年1月15日放送開始）- 岡ひろみが宝力冴子を案内したタワー。
- 『SPEC』（2010年10月8日放送開始）- 志村美鈴がサイコメトリックで見たタワー。
- 『悪党』（2011年1月21日放送開始）- 第5話（2011年2月25日放送）で前島隆造と里中啓一郎が密談をするシーン。

アニメ・漫画
- 『バツ＆テリー』（1987年3月14日公開）- 横浜の名所ロケーションとともに登場。マリンハウスのファーストキッチンも登場する。
- 『デジモンセイバーズ』（2006年4月2日放送開始）- 劇中に登場する。
- 『涼風』- 原作にて主人公とヒロインのデート先として登場する。
- 『ミラクルジャイアンツ童夢くん』- アニメにてパウラ・ドードが横浜スタジアムからの場外ホームランで展望フロアの窓ガラスを割る。
- 『映画 プリキュアオールスターズNewStage みらいのともだち』（2012年3月17日公開）- タワーの上でフーちゃんがフュージョンの分離体達を操って横浜の街を全て破壊しようとした。
- 『コクリコ坂から』（2011年7月16日公開）- 小松崎海と風間俊が山下公園を歩くシーンで登場する。

PV
- 『地下街』- ゆず
- 『LOVE AFFAIR 〜秘密のデート』- サザンオールスターズ

## 交通
- 横浜高速鉄道みなとみらい線 元町・中華街駅 徒歩1分[32]
- JR 根岸線 石川町駅下車 徒歩約15分
- 市営バス「マリンタワー前」下車徒歩すぐ・京浜急行バス「山下公園前」下車徒歩3分

## 周辺の名所・施設
- 山下公園
- みなとみらい
- 横浜中華街
- 氷川丸
- 横浜人形の家
- 港の見える丘公園